# Cimitile
Cimitile es un municipio italiano localizado en la ciudad metropolitana de Nápoles, región de Campania. Cuenta con 7.256 habitantes en 2,74 km².
Limita con las localidades de Camposano, Casamarciano, Comiziano y Nola.
En Cimitile se encuentran algunas basílicas paleocristianas, las más antiguas de las cuales se remontan al siglo IV.

## Demografía
| Gráfica de evolución demográfica de Cimitile entre 1861 y 2011 |
|                                                                |
| Fuente ISTAT - elaboración gráfica de Wikipedia                |